# Accord de libre-échange entre le Japon et le Vietnam
L'accord de libre-échange entre le Japon et le Viêt Nam est un accord de libre-échange signé le 25 octobre 2008 et entré en application le 1er octobre 2009,. Il vise à réduire de 90 % les droits de douane entre les deux pays.